# Escúzar
Escúzar ist eine Gemeinde in der Provinz Granada im Südosten Spaniens mit 845 Einwohnern (Stand: 2024). Die Gemeinde liegt in der Comarca Alhama. 

## Geografie
Die Gemeinde grenzt an Agrón, Alhendín, La Malahá und Ventas de Huelma.